# Still life (VdGG)
Still life is een studioalbum van de Britse rockband Van der Graaf Generator.

## Inleiding
Het album werd het tweede album in de tweede periode van de band, die hoewel van korte duur ook erg creatief was. In een periode van twee jaar werden drie album uitgebracht. Still life werd opgenomen in de Rockfield Studios in Wales zonder leiding van een muziekproducent. Vanuit de opnamen (juni 1975) van Godbluff waren de twee nummers Pilgrims en La Rossa overgebleven en werden met de nieuwe opnamen vanaf 12 tot 25 januari 1976 op dit album geperst.
Het album wordt gekenschetst door voor de band melodieuze muziek. Daartegenover staan uitermate sombere teksten van Hammill. Omdat Hammill die teksten ook min of meer voordraagt en niet zingt (parlando) wordt die stemming nog eens benadrukt.
Het album werd gestoken in een hoes met een verwijzing naar de naam van de band. Het is een door Paul Brierly gefotografeerde weergave in acryl van een Lichtenbergpatroon opgewekt door een ontlading van een vandegraaffgenerator. Het laat eindeloze vertakkingen zien.

## Musici
- Peter Hammill – zang, gitaar, piano
- David Jackson – tenorsaxofoon, sopraansaxofoon, dwarsfluit
- Hugh Banton – hammondorgel, basgitaar, mellotron, piano
- Guy Evans – drumstel, percussie

## Muziek
| Nr. | Titel                       | Duur |
| --- | --------------------------- | ---- |
| 1.  | Pilgrims (Hammill, Jackson) | 7:12 |
| 2.  | Still life (Hammill)        | 7:25 |
| 3.  | La Rossa (Hammill)          | 9:53 |

| Nr. | Titel                                        | Duur  |
| --- | -------------------------------------------- | ----- |
| 1.  | My room (Waiting for wonderland) (Hammill)   | 8:03  |
| 2.  | Childlike faith in childhood's end (Hammill) | 12:24 |

Roberto Lambooy van IO Pages duidde in 2019 de betekenis van de liedjes:
- Pilgrims, door vallen en opstaan worden we langzaam beter in het leven ; alhoewel het zoeken blijft
- Still life, onsterfelijkheid en vergeten worden tegenover sterfelijkheid en waardering krijgen
- La Rossa, vriendschap verder brengen naar verliefdheid en seks
- My room, het streven naar perfectie (wonderland) maar ook de uiteindelijke teloorgang, de dood
- Childlike faith in childhood’s end, gebaseerd op het verhaal Childhood's end van Arthur C. Clarke; ontwikkeling van de mens of mensheid vanuit jeugdigheid, de verwachtingen bij ontwikkeling, en terugkijkend het verlies van jeugdigheid en eigenlijk van toepassing op de band zelf in de drie perioden van bestaan.

De teksten zijn een weerslag van zijn liefde voor sciencefiction, maar tegelijk een afkeur naar het streven naar onsterfelijkheid. Hammill had ook bij dit album veel tekst nodig om er geen onduidelijkheid over te laten bestaan wat hij bedoelde. Dat was ook vaak de kritiek op zijn teksten. In (veel) later werk zou hij meer weglaten; hij zag in dat enige onduidelijkheid het gestelde meer betekenis gaf; Hammill wilde de richting van Samuel Beckett op. 

## Nasleep
In Engeland schreef men in Sounds en New Musical Express lovend over het album, maar in Nederland en België passeerde het geruisloos. In Nieuwsblad van het Noorden waagde Wim Jassies nog een korte omschrijving met een verwijzing naar Hammills teksten en dat het album je nog wel even bezig zou houden. De opleving duurde niet lang; in 1977 viel de band weer uit elkaar. 
Het album kreeg gedurende de volgende jaren steeds heruitgaven, waarbij bijvoorbeeld AllMusic en Mojo (2002) er opnieuw aandacht aan besteedden. Op Progarchives namen relatief veel mensen de moeite over het album te schrijven, waarin het veelvuldig meesterwerk werd genoemd; een enkeling zag in de drie albums een zwak vervolg op de eerste albums.